# Archernis scopulalis
Archernis scopulalis là một loài bướm đêm trong họ Crambidae.